# Farchor
Farxor (in tagico Фархор) è una città del Tagikistan, situata nella regione del Chatlon, capoluogo del Distretto di Farkhor.